# Zephyranthes amoena
Zephyranthes amoena är en amaryllisväxtart som beskrevs av Pierfelice Ravenna. Zephyranthes amoena ingår i släktet Zephyranthes och familjen amaryllisväxter. Inga underarter finns listade i Catalogue of Life.